# Блюбелл

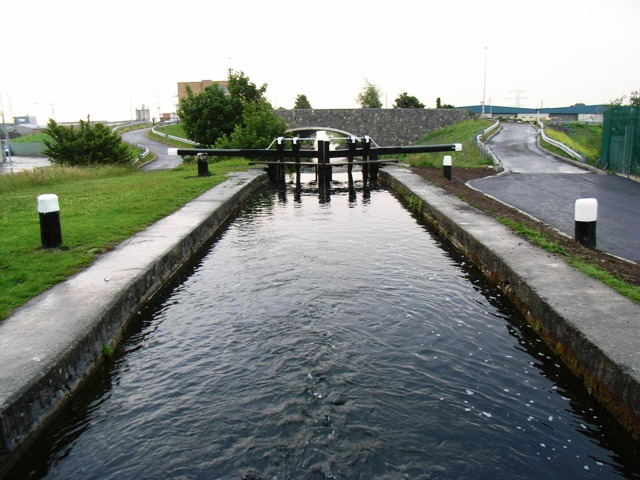

Блюбелл (англ. Bluebell; ирл. An Cloigín Gorm) — городской район Дублина в Ирландии, находится в административном графстве Дублин (провинция Ленстер).